# Мали на Светском првенству у атлетици на отвореном 2015.
Мали је учествовао на Светском првенству у атлетици на отвореном 2015. одржаном у Пекингу од 22. до 30. августа, а представљао га је један такмичар који се такмичио у трци на 110 метара са препонама,
На овом првенству Мали није освојио ниједну медаљу, а постигнут је само један лични рекорд сезоне.

## Резултати

### Мушкарци
| Атлетичар   | Дисциплина    | Лични рекорд | Квалификације | Квалификације | Полуфинале           | Полуфинале           | Финале               | Финале       | Детаљи |
| Атлетичар   | Дисциплина    | Лични рекорд | Резултат      | Место         | Резултат             | Место                | Резултат             | Место        | Детаљи |
| ----------- | ------------- | ------------ | ------------- | ------------- | -------------------- | -------------------- | -------------------- | ------------ | ------ |
| Бано Траоре | 110 м препоне | 13,49        | 13,91         | 8. у гр. 3    | Није се квалификовао | Није се квалификовао | Није се квалификовао | 33 / 37 / 42 |        |